# Djahuk
Djahuk fou una comarca de Baspracània, propera al Thornavan, que va pertànyer al nakharar Gagik Abu Morvan, d'una branca col·lateral dels Arzerunis, que després fou príncep de Baspracània.
Abu Morvan la va cedir vers el 890 al príncep Sargis (incloent la fortalesa d'Agarak) a canvi de Djuash i Thornavan amb les importants fortaleses de Shamiram i Nkan.